# كارستن لوند (عالم حاسوب)
كارستن لوند (بالإنجليزية: Carsten Lund)‏ هو عالم حاسوب أمريكي، ولد في 1 يوليو 1963 في آرهوس في الدنمارك.